# 和歌山隣人女性強盗殺人事件
和歌山隣人女性強盗殺人事件（わかやまりんじんじょせいごうとうさつじんじけん）とは2009年5月に発生した強盗殺人事件。

## 概要
2009年5月7日、和歌山県和歌山市で午後、和歌山市内の無職の男（当時54歳）が隣人宅に侵入し、ネックレスなど約30万円相当を盗んでいたが、帰宅した女性（当時68歳）に発見され、首をタオルなどで絞めて殺害し、5月9日に遺体が発見された。事件後、男は奪ったネックレスを和歌山市内のリサイクル店を訪れて換金し逃走資金を調達した。5月10日に大阪市内へ逃走した後、翌日、JRで富山県へ向かい黒部駅構内にいる所を黒部警察署の署員に発見された。
2009年5月11日、和歌山東警察署は男を殺人容疑で逮捕した。
2009年6月2日、和歌山地検は男を強盗殺人などの罪で起訴した。

## 裁判
和歌山県内初の裁判員裁判を行うにあたって公判前整理手続が開かれ、公判では起訴事実は争わず、争点が量刑に絞られた。9月14日に裁判員の選任において41人が臨み、6人の裁判員と2人の補充裁判員が選任されて、2回の裁判が行われた。
2009年9月14日に第1回公判が和歌山地裁（成川洋司裁判長）で開かれ、被告人は「間違いありません」と起訴内容を認めた。裁判では被告人が3月に配管工の仕事がなくなり無職であり、3月末に受け取った給料約15万円を4月中にパチンコで使い果たしてしまい、5月1日に受け取った約12万円もパチンコにつぎ込んだ結果、事件直前の所持金は数十円と金銭的に困窮していたことが提示された。
2009年9月15日の第2回公判では、被害者参加制度で被害者の姪が意見陳述し、「死刑をお願いしたい」と処罰感情を述べた。また、男性の裁判員が「生前にしてあげたかったことはありますか」と質問すると、姪は「子供も成長したので、母にしてやれなかったことを叔母にしてあげたいと思っていました。それがもう、お墓に手を合わせるしかできません」などと答えた。午後からの被告人質問では、弁護側と検察側の他に裁判員も次々と被告人に疑問点をただし、被告人質問は終了した。
同日の論告求刑で検察側は「盗みに入ったのは遊興費に生活費を使ったためであり、有期懲役にする事情はない」として無期懲役を求刑した。弁護側は起訴事実の内容を争わず、最終弁論で情状酌量の余地があると主張し、懲役25年が相当と述べ、裁判は結審した。
2009年9月16日、判決公判が開かれ、和歌山地裁（成川洋司裁判長）は被告人に対して求刑通り無期懲役の判決を言い渡した。判決では「殺意は強固で、犯行態様も執拗で残忍」と指摘。一方で被告に有利な事情として、当初は空き巣目的だったことや、被告がこれまで犯罪と無縁の生活を送ってきたことなどを挙げた。
判決言い渡し後、裁判長は「裁判員、裁判官からのメッセージを伝えます」と前置きし「今後の人生、現実から逃げることなく、罪を償ってほしい」と説諭した。
閉廷後、裁判員6人と補充裁判員2人全員が記者会見に出席。それぞれ「いい経験になった」「参加してよかった」などと充実感を口にした。しかし「意見はどれぐらい判決に反映されたか」という質問に対しては、地裁の職員が守秘義務に反するとして回答を制止した。
検察と弁護人の双方が控訴しなかったため、控訴期限を迎えた10月1日午前0時をもって被告人の無期懲役の判決が確定した。
強盗殺人事件が裁判となったことや無期懲役の求刑及び判決、無期懲役判決が確定したことは、裁判員裁判としてはこの事件が初めてだった。